# Марібо
Марібо (дан. Maribo) — місто в комуні Лолланн, регіон Зеландія, Данія. Розташоване в центральній частині острова Лолланн, на березі озер Нерресе та Сендерсе. Поблизу міста проходить європейський маршрут E47, що з'єднує Данію, Швецію та Німеччину.

## Історія

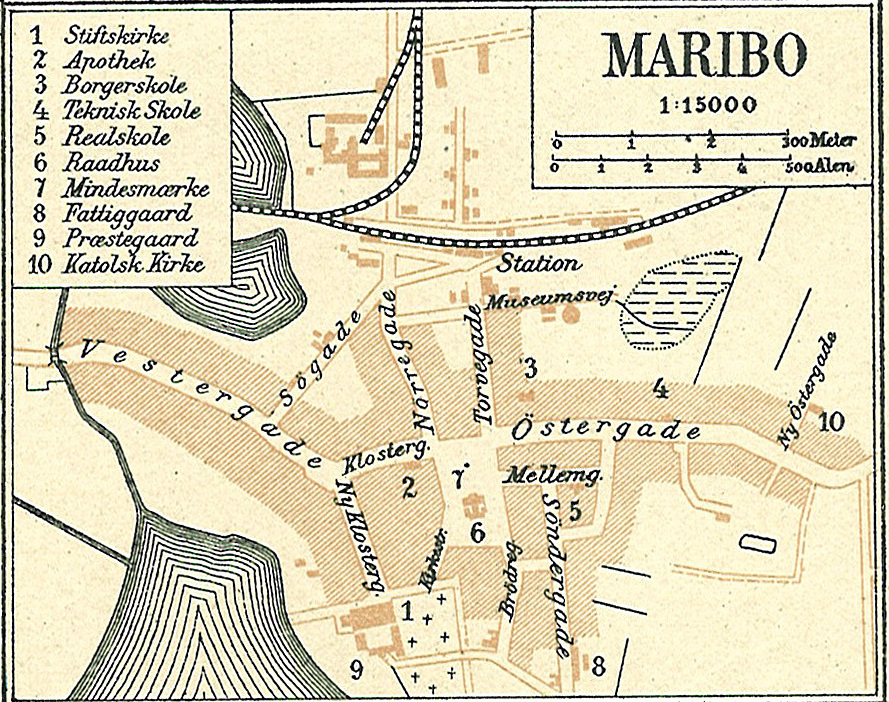
Мапа міста,1900 рік

На місці сучасного Марібо, на початку XV століття існувало село Скіммінге (дан. Skimminge). Згодом, за наказом корлеви Маргарет, був заснований монастир, навколо якого і виникло місто. Він був збудований зусиллями ордену бригідок. 
Засновницею і покровителькою цього ордену була Свята Бригіда, яка зображена на сучасному гербі міста.

## Відомі люди
У місті народилися:
- Кай Мунк — данський драматург, поет, публіцист та лютеранський пастор.

## Галерея

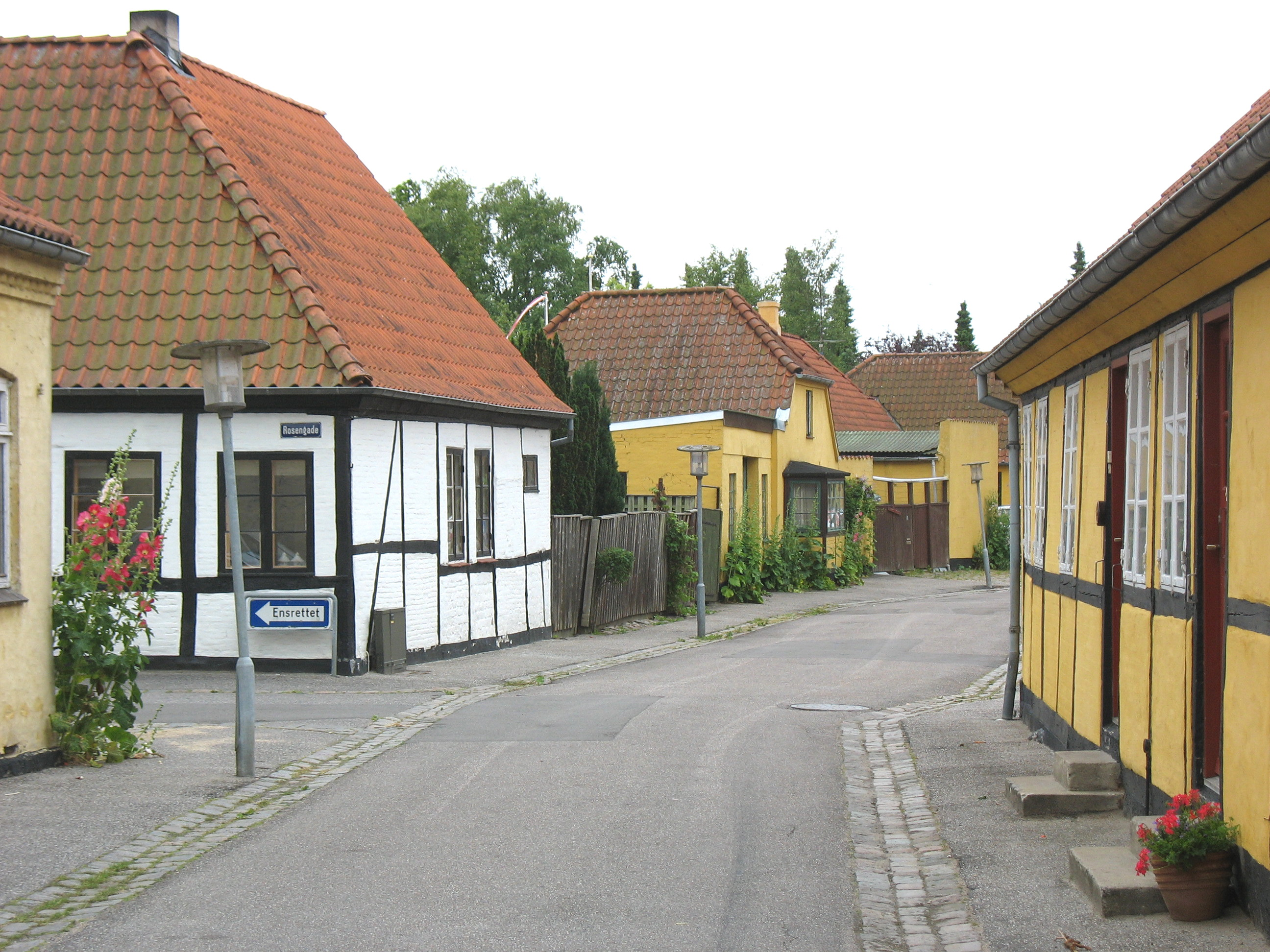
Вулиця міста
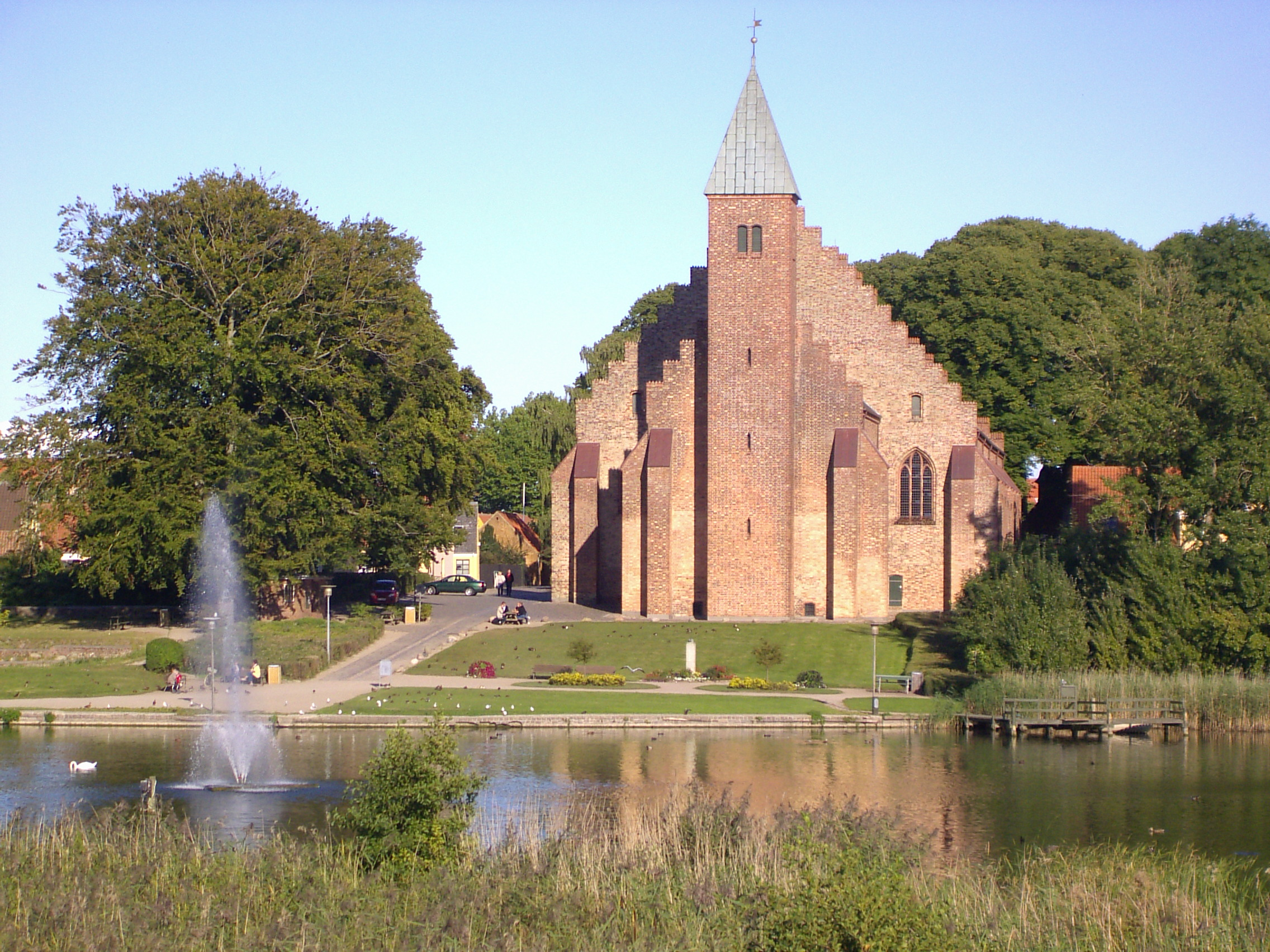
Кірха
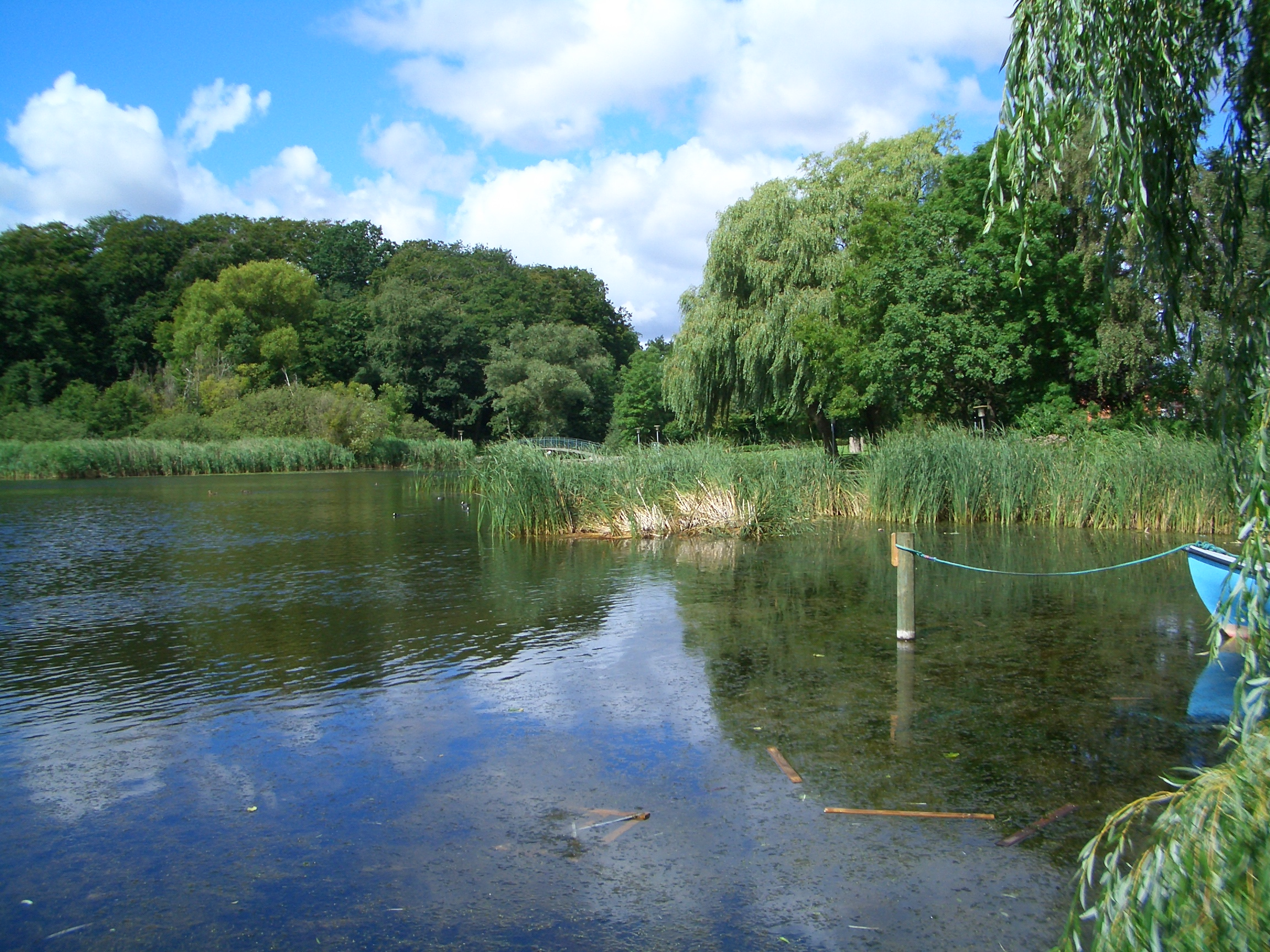
Озеро Сендерсе